# Georg Arsenius
Karl Georg Arsenius, född 8 juli 1855 på Marks egendom i Almby utanför Örebro, död 14 september 1908 i Vineuil-Saint-Firmin i Frankrike, var en svensk konstnär.
Georg Arsenius var son till konstnären John Georg Arsenius och hans hustru Charlotte Sophia Bildt. Han blev 1876 student och därefter elev vid Konstakademien. Han studerade senare konst i Paris. Arsenius blev i Frankrike populär som sporttecknare, och för sina hästporträtt i olja och akvarell. På opponenternas utställning i Stockholm 1885 utställdes hans På återvägen från Longchamps, med vilken tavla han på världsutställningen i Paris 1889 erövrade tredje klass medalj. Bland Karl Georg Arensius tavlor märks ett porträtt av Oscar II till häst och två porträtt av hertigarna de Aumale och de Chartres, även till häst. Arsenius finns representerad vid bland annat Nationalmuseum i Stockholm  och Göteborgs konstmuseum. Han är begravd på kyrkogården i Vineuil.